# جلان روبنز
جلان روبنز هو دراج كندي، ولد في 13 يوليو 1912 في فيكتوريا في كندا، وتوفي في 22 يناير 1992.

## وصلات خارجية
- جلان روبنز على موقع إحصائيات الدراجات الإحترافية (الإنجليزية)
- جلان روبنز على موقع أوليمبيديا (الإنجليزية)